# Graphiurus rupicola
Graphiurus rupicola és una espècie de mamífer rosegador esciüromorf de la família Gliridae. Es troba a Namíbia, Sud-àfrica, i possiblement Angola. El seu hàbitat natural són les zones rocoses.